# Rederij Doeksen
Rederij Doeksen, sinds 2008 onderdeel van Koninklijke Doeksen, is een Nederlandse rederij die veerdiensten uitvoert tussen Harlingen en de Waddeneilanden Vlieland en Terschelling. De mascotte van de rederij is een zeehond met de naam 'Doekie'.
Doeksen B.V. mag zich sinds 2008 Koninklijk noemen. Het omvat ook Aqualiner; verder is Waterbus een joint venture tussen Koninklijke Doeksen en Arriva Nederland.

## Geschiedenis
Vanaf 1908 ontplooiden Gerrit Doeksen en zijn oudste zonen, onder de naam 'Rederij Doeksen', activiteiten op het gebied van bergings- en sleepbedrijf. In 1923 werd van Cornelis Bosman van Alkmaar Packet de dochteronderneming NV Terschellinger Stoomboot Maatschappij overgenomen. Daarmee werden de activiteiten uitgebreid met veerdiensten voor passagiers tussen Terschelling en Vlieland en het vasteland. Ook schelpenzuigerij hoorde een tijdlang tot de activiteiten. Later werden de veerdiensten voor passagiers de belangrijkste tak binnen het bedrijf.
In 1973 nam Rederij Doeksen een catamaran in de vaart, de Koegelwieck. Dit was niet alleen een primeur voor Nederland; jarenlang bleef Doeksen de enige rederij in Nederland die voor passagiersvervoer gebruik maakte van catamarans. De sneldienst, uitgevoerd door de catamarans Koegelwieck en Tiger, is aanmerkelijk sneller dan de overige schepen. Waar 'gewone' schepen de routes Harlingen - Vlieland en Harlingen - Terschelling afleggen in circa 2 uur, doet de sneldienst er circa 45 minuten over. (Wordt een tussenstop gemaakt op een van beide Waddeneilanden, dan duurt de overtocht 30 minuten langer.) Vanwege de goede bevindingen met het catamaran-type in dit vaargebied is voor de twee nieuwste schepen, de Noord-Nederland in 2002, en de Vlieland in 2005, ook voor de catamaranvorm gekozen.
De Noord-Nederland is bedoeld voor het vrachtvervoer van en naar de eilanden. In de zomermaanden vaart zij 3 of 4 keer per dag naar Terschelling, in de wintermaanden vaart ze maar beperkt. Ze vaart meestal 1 keer per maand naar Vlieland. Het schip is vooral ingericht voor het vervoer van speciale stoffen en het ontlasten van de grotere veerboten, zodat deze meer auto's mee kunnen nemen. Op vrachtgebied is er echter nog een concurrent: Rederij Wadden Transport. Deze rederij mag geen passagiers vervoeren, omdat Rederij Doeksen hier het alleenrecht op heeft. Tussen deze twee rederijen zijn echter wel problemen geweest met betrekking tot het gebruik van de getijdebruggen van Rijkswaterstaat.
Vanaf de zomer van 2008 tot 2014 was tot ongenoegen van Rederij Doeksen een concurrent actief. Rederij EVT (Eigen Veerdienst Terschelling) onderhield ook een dagelijkse dienst tussen Harlingen en Terschelling.
Op 28 maart 2008 is de nieuwe snelboot voor Rederij Doeksen gedoopt. De Tiger, zoals het schip heet, neemt sinds 18 april 2008 gedeeltelijk de dienstregeling van de Koegelwieck over. Eerst werd alleen op Vlieland gevaren, omdat een nieuwe aanleginrichting op Terschelling nog niet klaar was.
Koninklijke Doeksen is sinds 2010 onder de naam Aquabus een samenwerkingsverband aangegaan met Arriva voor de exploitatie van de Waterbus Rotterdam-Drechtsteden.
In 2013 werden voor de aanschaf van vervoerbewijzen betaalautomaten geplaatst waar onder meer met een RFID bankpasje betaald kan worden. Deze vervoerbewijzen zijn voor het bedienen van de poortjes voorzien van een streepjescode.
Op 15 april 2014 heeft Rederij Doeksen haar concurrent Rederij Eigen Veerdienst Terschelling overgenomen, inclusief het MS Spathoek.
Eind september 2014 heeft de Spathoek haar laatste afvaarten gemaakt tussen Harlingen en Terschelling. Drie dagen later is ze naar Lauwersoog gevaren om daar in de verkoop te gaan. Ze is in april/mei 2016 verkocht en vertrokken naar Griekenland onder de naam MS Lisa.
In 2014 nam Doeksen via een nieuw opgerichte dochteronderneming Doeksen Shipyards een meerderheidsbelang in de jachtenbouwer Royal Huisman te Vollenhove.

## Nieuwe schepen per 2020
Het MS Midsland is in het voorjaar van 2021 uit de vaart gegaan en verkocht. Twee door motoren op LNG aangedreven catamarans, de Willem Barentsz en de Willem de Vlamingh versterken de vloot.
De twee nieuwe schepen zijn tegelijkertijd op een werf in Vũng Tàu (Vietnam) gebouwd. In het voorjaar van 2019 zijn de schepen op het dek van een zwareladingschip van Vietnam naar Nederland overgevaren. Na de aankomst in Nederland eind mei 2019 bleek dat de schepen tijdens de overvaart waterschade hadden opgelopen door inregenen. Door extra herstelwerkzaamheden liep de ingebruikname van de schepen nog meer vertraging op. De Willem Barentsz is op 3 juli 2020 in gebruik genomen. Het is de bedoeling dat de nieuwe schepen, samen met de bestaande schepen Friesland en Vlieland de vaste afvaarten gaan varen.

## Ongeluk
Op 21 oktober 2022 kwam de Tiger van Rederij Doeksen in het Schuitengat in aanvaring met een watertaxi van De Bazuin. Er vielen vier doden en drie gewonden. De Onderzoeksraad voor Veiligheid (OvV) concludeerde ruim een jaar later dat de Tiger de maximumsnelheid meer dan tweemaal had overschreden. Ook hadden beide schepen de vaarregels overtreden.

## Fotogalerij

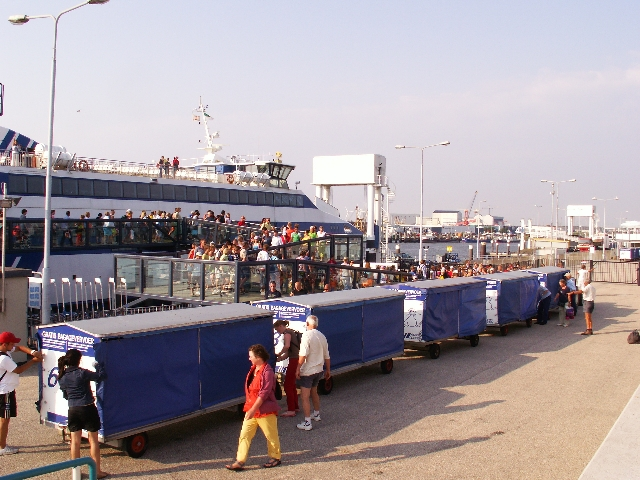
Passagiers vanaf Vlieland stappen in Harlingen van de boot
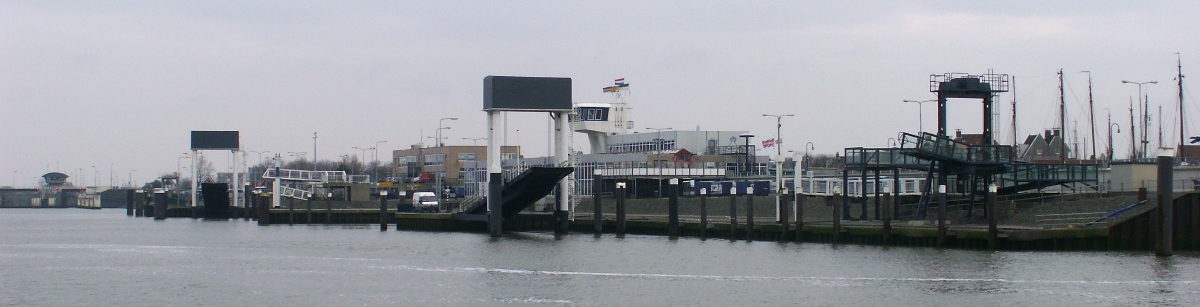
De aanlegsteigers in Harlingen
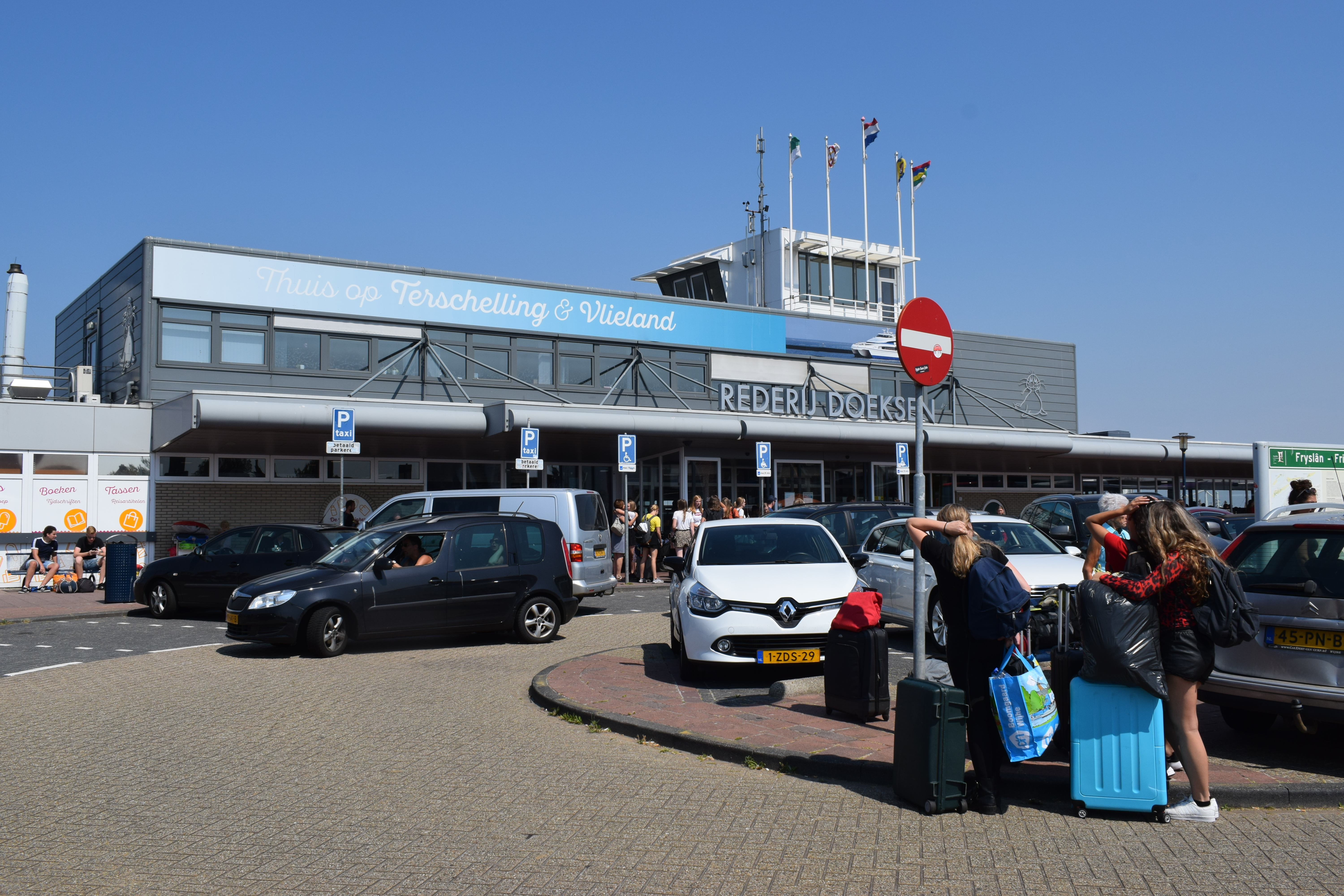
Veerterminal Harlingen in 2018

## Huidige vloot
| Naam                  | Type       | Route    | Bouwjaar    | In dienst | Opmerkingen                                                  |
| --------------------- | ---------- | -------- | ----------- | --------- | ------------------------------------------------------------ |
| MS Friesland          | veerboot   | H-T      | 1989        | 1989      | Reserveschip sinds januari 2021                              |
| MS Koegelwieck        | snelboot   | H-T-V    | 1992        | 1992      |                                                              |
| MS Noord-Nederland    | vrachtboot | H-T-V    | 2002        | 2002      |                                                              |
| MS Vlieland           | veerboot   | H-V      | 2005        | 2005      |                                                              |
| MS Tiger              | snelboot   | H-T-V    | 2002        | 2008      |                                                              |
| MS Zeehond            | waddentaxi | H-T-V    | 2011        | 2011      | Vaart op reservering. In dienstregeling extra afvaarten H-V. |
| MS Willem Barentsz    | veerboot   | H-T, H-V | 2016 - 2019 | 2020      | Sinds 3 juli 2020 in de vaart                                |
| MS Willem de Vlamingh | veerboot   | H-T, H-V | 2016 - 2019 | 2020      | Sinds december 2020 in de vaart                              |

## Oude schepen
| Naam                                         | Route      | Bouwjaar | In dienst | Afgevoerd   | Huidige naam + Land/status          |
| -------------------------------------------- | ---------- | -------- | --------- | ----------- | ----------------------------------- |
| SS, MS Stortemelk                            | T-V        | 1911     | 1918      | 1985        | Gezonken (Suriname)                 |
| SS Minister Kraus                            | H-T, H-V   | 1907     | 1923      | 1947        | Gesloopt                            |
| SS Holland                                   | H-V        | 1915     | 1931      | 1946        | Gesloopt                            |
| SS Noord-Nederland                           | H-T        | 1912     | 1933      | 1959        | Gesloopt                            |
| MS Schellingerland                           | H-T        | 1915     | 1933      | 1964        | Gesloopt                            |
| MS Vlieland                                  | H-V (T-V)  | 1938     | 1938      | 1981        | MS Vlieland (Amsterdam, NL)         |
| SS Holland                                   | H-T        | 1945     | 1947      | 1951        | SS Giev (Iran)                      |
| Holland II, ex-Holland (1947)                | H-T        | 1945     | 1951      | 1974        | SS Giev (Iran)                      |
| MS Holland                                   | H-T        | 1951     | 1951      | 1976 (1998) | MS Holland (museumschip, NL)        |
| MS Friesland                                 | H-T        | 1956     | 1956      | 1988        | MS Friesland (Enkhuizen, NL)        |
| MS Oosterschelde (gecharterd)                | H-T        | 1933     | 1959      | 1963        | MS Willem-Jan (Zwolle, NL)          |
| MS Oost-Vlieland                             | H-V (H-T)* | 1962     | 1962      | 1990        | gezonken 28-05-08 (Liberia)         |
| MS Schellingerland                           | H-T        | 1934     | 1963      | 1972        | Gesloopt                            |
| MS Noord-Nederland                           | H-T        | 1955     | 1965      | 1974        | MS Kalua (Kenia)                    |
| MS Schellingerland I, ex-MS Schellingerland  | H-T        | 1934     | 1972      | 1974        | Gesloopt                            |
| MS Schellingerland II                        | H-T        | 1932     | 1972      | 1974        | Gesloopt (Frankrijk)                |
| MS Schellingerland, ex-MS Schellingerland II | H-T        | 1932     | 1974      | 1980        | Gesloopt (Frankrijk)                |
| MS Midsland I                                | H-T        | 1968     | 1974      | 1985        | MS Serengeti (Tanzania), uitgebrand |
| MS Noord-Nederland                           | H-T        | 1960     | 1976      | 1990        | MS By El Shaddai (Nigeria)          |
| MS Schellingerland                           | H-T        | 1970     | 1981      | 1993        | MS Baldur (IJsland)                 |
| MS Vlieland, ex-MS Midsland                  | H-V        | 1968     | 1985      | 1994        | MS Serengeti (Tanzania)             |
| Oost-Vlieland, ex-MS Schellingerland         | H-V        | 1970     | 1994      | 2005        | MS Baldur (IJsland)                 |
| MS Midsland II                               | H-T, H-V   | 1974     | 1994      | 2021        | verkocht                            |
| MS Spathoek                                  | H-T        | 1988     | 2014      | 2014        | Lisa (Griekenland)                  |

### Sneldienst
| Naam                             | Route   | Bouwjaar | In dienst     | Afgevoerd | Huidige naam + Land/status           |
| -------------------------------- | ------- | -------- | ------------- | --------- | ------------------------------------ |
| MS Koegelwieck                   | H-T-V   | 1973     | 1973          | 1992      | MS Kilimanjaro (Tanzania) (gesloopt) |
| MS Stuifdijk                     | H-T-V   | 1990     | 1990          | 1991      | MS Nona-Ana (Kroatië)                |
| MS Stortemelk, ex-MS Koegelwieck | H-T-V   | 1973     | 1992          | 1993      | MS Kilimanjaro (Tanzania)            |
| MS Najade                        | H-T-V** | 1999     | 1999          | 2004      | HSC Sea-Jaguar (VAE)                 |
| MS Koegelwieck                   | H-T-V   | 1992     | 1992          | in vaart  | n.v.t.                               |
| MS Aqua Runner (gecharterd)***   | H-T***  | 1999     | 11-9-2006     | 19-9-2006 | MS Esonborg                          |
| MS Tiger                         | H-T-V   | 2002     | 18 april 2008 | in vaart  | n.v.t.                               |

- H-T=Harlingen-Terschelling v.v.;
- H-V=Harlingen-Vlieland v.v.;
- H-T-V=Harlingen-Terschelling v.v. + Harlingen-Vlieland v.v. + Terschelling-Vlieland v.v.;
- H-T, H-V=Harlingen-Terschelling v.v. soms ook Harlingen-Vlieland v.v.;
- * Nadat op de lijn Harlingen-Vlieland het MS Vlieland, ex-MS Midsland werd ingezet, in 1985, werd dit schip in drukke tijden ingezet als extra schip voor de lijn Harlingen-Terschelling;
- ** Dit schip werd ingezet als reserve voor de sneldienst en om extra diensten aan te bieden (zeehondentochten ed.);
- *** Dit schip werd in 2006 gecharterd toen het MS Koegelwieck door problemen met de aandrijving niet kon varen. Het schip kon echter niet naar Vlieland, omdat dit schip niet geschikt was voor dat vaargebied.